# Nuestro día llegará
Tiocfaidh ár lá es una frase irlandesa que significa «Nuestro día llegará». Esto se refiere al día en que la isla de Irlanda esté unificada de nuevo y libre del dominio británico en el norte del país. La frase se ha convertido en el eslogan no oficial del movimiento republicano irlandés, especialmente arropado por el Ejército Republicano Irlandés Provisional. Chucky, adaptación en inglés de la pronunciación de la palabra tiocfaidh, se usa en jerga para referirse a un irlandés republicano (en ocasiones se acorta en Chuck).

## Variantes
Una variante de la frase es: Beidh ár lá linn, la cual se traduce como: Tendremos nuestro día.